# 许和平 (池州)
许和平（1961年10月12日—1984年12月24日 †），安徽贵池人，中国人民解放军战士，中华人民共和国革命烈士。1980年6月参加中国人民解放军，1984年在老山战役中阵亡，年仅23岁。阵亡前为排长。

## 生平
许和平1961年10月出生在安徽省贵池县池州镇（今池州市主城区）一个造船工人家庭，1979年7月从安徽省贵池中学毕业，1980年1月参加中国人民解放军，编入陆军一师步兵第一团第二连。1981年4月，加入中国共产主义青年团。1984年7月，加入中国共产党。
1984年9月，许和平任所在部队二排四班班长，他本来想退役后回到家乡贵池照顾其父。然而，他不得不接受战前训练。1984年10月12日，随其所在的第四十一师一团（35155部队）参加对越自卫反击战。
1984年12月24日，许和平带领全排进攻越南人民军据点时被炮弹击中，壮烈牺牲。许和平牺牲后，所在部队党委授予他一等功臣光荣称号，中央军委领导在视察其牺牲所在的时，高度赞扬了坚守阵地的指战员“打了恶战，打了漂亮战”、“值得全军同志学习”。

## 荣誉
- 三等功（1984年12月10日），35155部队[5]
- 一等功（1985年10月），安庆地区贵池县人武部[4]

## 纪念
今池州市贵池区秋浦街道有一条道路“和平路”，正是为了纪念许和平本人。